# Hyposoter neglectus
Hyposoter neglectus är en stekelart som först beskrevs av Holmgren 1860.  I den svenska databasen Dyntaxa används istället namnet Phobocampe neglecta. Enligt Catalogue of Life ingår Hyposoter neglectus i släktet Hyposoter och familjen brokparasitsteklar, men enligt Dyntaxa är tillhörigheten istället släktet Phobocampe och familjen brokparasitsteklar. Arten är reproducerande i Sverige. Inga underarter finns listade i Catalogue of Life.